# Hugo Stenbeck (född 1979)
Hugo Stenbeck, född 1979, är en svensk-amerikansk miljardär och arvtagare till Kinnevik-gruppen. Han är son till Jan Stenbeck, sonson till Hugo Stenbeck den äldre och bror till Cristina, Sophie och Max Stenbeck. Han har även en halvbror.
Hugo Stenbeck studerade vid internatskolan Kents Hill i Maine och New York University. Under studietiden spelade han ishockey.  Han var aktiv i familjeföretagets Victory Challenge-satsning i America's Cup.
Han är en välmeriterad seglare i International Six Metre- och Drake-klassen. Efter att ha seglat i International Six Metre bytte han 2016 till Drake-klassen . Tillsammans med sitt lag, Martin Westerdahl och Bernardo Freitas (Sophie Racing) vann han både öppna SM, Grand Prix och Gold Cup som är det bästa man kan vinna i klassen.

## Meriter segling - International Six Metre
- 2009: Världsmästare i sin första internationella regatta
- 2010: Europamästare
- 2011: VM-brons
- 2012: EM-brons, SM-guld
- 2013: Fyra i världen
- 2015: VM-silver

## Meriter segling - Drake
- 2016: Segrare i Grand Prix Guyader i Douarnenez
- 2016: Segrare öppna SM i Sandhamn
- 2016: Segrare Gold Cup i Hornbeck

Den 1 februari 2011 förvärvade Hugo Stenbeck en majoritetspost i Malmö Redhawks Holding. 2012 skänkte han bort en del av sitt innehav till Hugo Stenbecks Ishockeystiftelse som skall värna och gynna ungdomshockeyn. Hugo Stenbeck har sedan dess även privat stöttat Malmö Redhawks och är Malmö Redhawks Holding AB:s största aktieägare.